# Brian Tallet
Pour les articles homonymes, voir Tallet.
Brian Curtis Tallet (né le 21 septembre 1977 à Midwest City, Oklahoma, États-Unis) est un lanceur gaucher des Padres de San Diego de la Ligue majeure de baseball.

## Carrière
Brian Tallet est drafté le 3 juin 1997 par les Yankees de New York au 13e tour de sélection, mais il repousse l'offre en entame des études supérieures à l'Université d'État de Louisiane où il porte les couleurs des LSU Tigers. Il est déterminant lors de la saison 2000 couronnée par une victoire en College World Series.
Il rejoint les rangs professionnels après la draft du 5 juin 2000 au cours de laquelle il est sélectionné par les Indians de Cleveland au deuxième tour. Il débute en Ligue majeure le 16 septembre 2002.
Brian Tallet manque la totalité de la saison 2004 à la suite d'une opération de type Tommy John qu'il subit en août 2003.
Il est transféré chez les Blue Jays de Toronto le 17 janvier 2006.
Libéré par Toronto après la saison 2010, Tallet signe le 30 novembre un contrat d'un an pour 750 000 dollars avec les Cardinals de Saint-Louis.
Le 27 juillet 2011, les Cardinals échangent aux Blue Jays de Toronto les lanceurs Tallet, Trever Miller et P. J. Walters ainsi que le voltigeur Colby Rasmus en retour du voltigeur Corey Patterson et des lanceurs Edwin Jackson, Marc Rzepczynski et Octavio Dotel. Tallet est libéré par les Blue Jays le 2 septembre.
Le 3 février 2012, il rejoint les Pirates de Pittsburgh via un contrat des ligues mineures. Le 7 avril suivant, les Pirates l'échangent aux Padres de San Diego.

## Statistiques
| Saison | Équipe    | G   | GS | CG | SHO | V  | D  | SV | IP    | SO  | ERA  |
| ------ | --------- | --- | -- | -- | --- | -- | -- | -- | ----- | --- | ---- |
| 2002   | Cleveland | 2   | 2  | 0  | 0   | 1  | 0  | 0  | 12.0  | 5   | 1,50 |
| 2003   | Cleveland | 5   | 3  | 0  | 0   | 0  | 2  | 0  | 19.0  | 9   | 4,74 |
| 2005   | Cleveland | 2   | 0  | 0  | 0   | 0  | 0  | 0  | 4.2   | 2   | 7,71 |
| 2006   | Toronto   | 44  | 1  | 0  | 0   | 3  | 0  | 0  | 54.1  | 37  | 3,81 |
| 2007   | Toronto   | 48  | 0  | 0  | 0   | 2  | 4  | 0  | 62.1  | 54  | 3,47 |
| 2008   | Toronto   | 51  | 0  | 0  | 0   | 1  | 2  | 0  | 56.1  | 47  | 2,88 |
| 2009   | Toronto   | 37  | 25 | 0  | 0   | 7  | 9  | 0  | 160.2 | 120 | 5,32 |
| 2010   | Toronto   | 34  | 5  | 0  | 0   | 2  | 6  | 0  | 77.1  | 53  | 6,40 |
| Totaux | Totaux    | 223 | 36 | 0  | 0   | 16 | 23 | 0  | 446.2 | 327 | 4,65 |

Note : G = Matches joués ; GS = Matches comme lanceur partant ; CG = Matches complets ; SHO = Blanchissages ; 
V = Victoires ; D = Défaites ; SV = Sauvetages ; IP = Manches lancées ; SO = Retraits sur des prises ; ERA = Moyenne de points mérités.